# Mölleröd
Mölleröd este o arie protejată (arie specială de conservare — SAC, sit de importanță comunitară — SCI) din Suedia întinsă pe o suprafață de 3,1 ha, integral pe uscat.

## Localizare
Centrul sitului Mölleröd este situat la coordonatele 56°21′18″N 13°46′18″E / 56.355°N 13.7716°E.

## Înființare
Situl Mölleröd a fost declarat sit de importanță comunitară în ianuarie 2002 pentru a proteja 1 specie de plante. Situl a fost protejat și ca arie specială de conservare în martie 2011.

## Biodiversitate
Situată în ecoregiunea continentală, aria protejată conține 2 habitate naturale: Păduri de fag Luzulo-Fagetum, Cursuri de apă de la nivel de câmpie la nivel montan, cu vegetație Ranunculion fluitantis și Callitricho-Batrachion.
La baza desemnării sitului se află o specie protejată de  plante: Dichelyma capillaceum.